# Ufficio federale di statistica

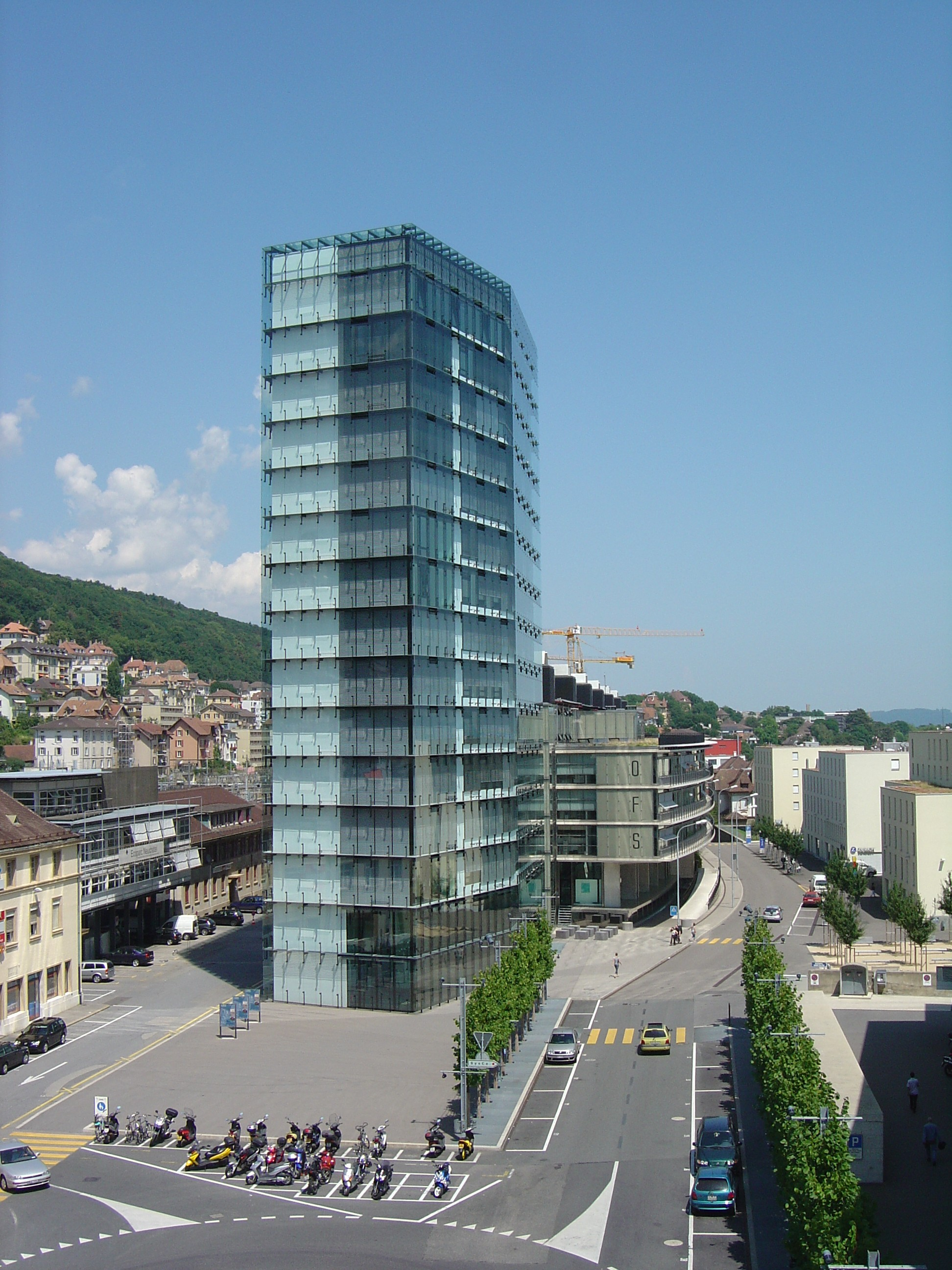
Ufficio federale di statistica, Neuchâtel

L'Ufficio federale di statistica (UST; in lingua tedesca Bundesamt für Statistik, BFS; in lingua francese Office fédéral de la statistique, OFS; in lingua romancia Uffizi federal da statistica, UFS) è l'autorità federale della Confederazione Svizzera incaricata della statistica pubblica. È subordinato al Dipartimento federale dell'interno e ha sede a Neuchâtel.
L'UST è il centro nazionale di servizi e competenze per l'osservazione statistica in importanti settori dello Stato e della società, dell'economia e dell'ambiente. È il principale produttore di statistiche della Svizzera e si occupa di analizzare, interpretare e pubblicare le informazioni statistiche in tutti gli ambiti tematici della statistica pubblica.
L'UST lavora a stretto contatto con gli attori della scena statistica nazionale, con gli ambienti scientifici, economici e politici. Grazie all'ottima collaborazione con EUROSTAT, l'ufficio statistico dell'Unione europea, l'UST può fornire anche informazioni comparabili a livello internazionale.
Nella sua attività, l'UST si attiene a importanti principi quali la protezione dei dati, la scientificità, l'indipendenza, l'attualità dei risultati e l'orientamento ai bisogni degli utenti.

## Storia

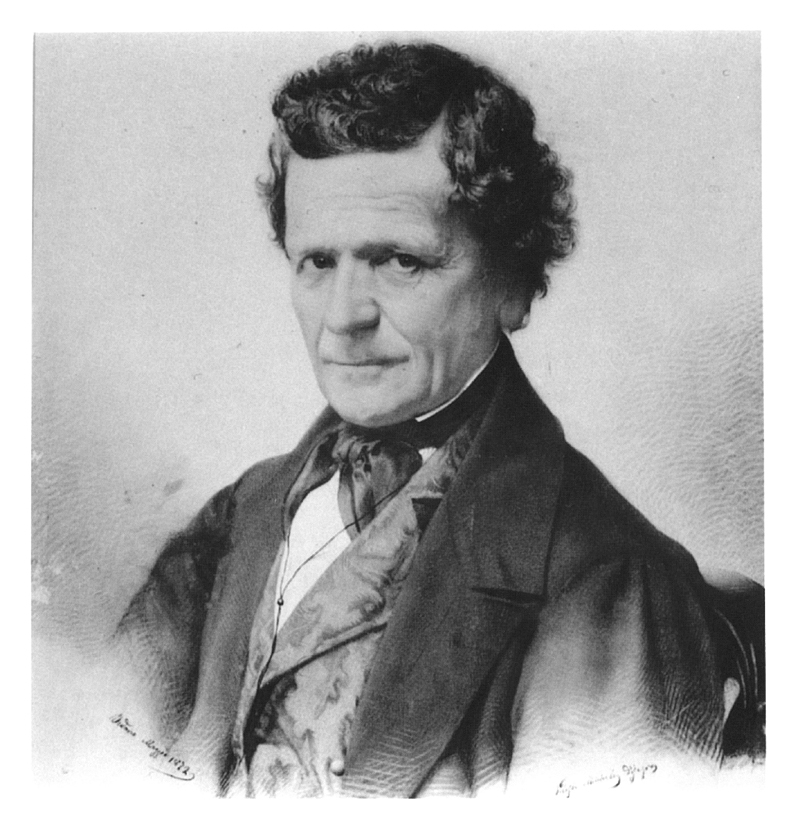
Stefano Franscini, capo del Dipartimento dell'interno dal 1848 al 1857

Con la fondazione dello Stato federativo svizzero nel 1848, la statistica acquista importanza a livello nazionale perché diventa un compito del Dipartimento federale dell'interno, guidato da Stefano Franscini che, nel 1850, svolge il primo censimento della popolazione nella storia della Svizzera.
Nel 1860 viene fondato a Berna l'Ufficio statistico federale (l'attuale Ufficio federale di statistica, UST), situato nella capitale fino al 1998. Dal 1998, l'UST è stato centralizzato in un'unica sede a Neuchâtel. Nell'anno della fondazione dell'UST viene emanata una legge che prevede l'esecuzione di un censimento della popolazione ogni dieci anni. Nel 1870 il Parlamento adotta una legge concisa, limitata agli aspetti organizzativi e concernente l'assunzione di dati statistici in Svizzera. Nel 1992, questa legge viene sostituita dalla nuova legge sulla statistica federale, di stampo più moderno. La nuova Costituzione federale del 1999 contiene, per la prima volta, un articolo relativo alla statistica (art. 65). Nel 2002 viene approvata la Carta della statistica pubblica svizzera, tra i cui obiettivi figura anche la formulazione di principi deontologici di validità generale ispirati a principi internazionali ma che tengano conto delle specificità del sistema statistico svizzero. L'accordo bilaterale tra la Confederazione Svizzera e la Comunità europea sulla cooperazione nel settore statistico è entrato in vigore nel 2007.
La prima edizione dell'Annuario statistico della Svizzera risale al 1891 e, da allora, l'UST lo ha pubblicato ininterrottamente fino ai nostri giorni. Dal 1987, l'UST ha reso accessibili on line le principali informazioni statistiche e, nel 1996, l'offerta è stata ampliata e completata con la banca dati STATINF e con il sito Internet.

## Compiti
L'UST produce e pubblica dati statistici importanti sullo stato e sull'evoluzione della popolazione, della società, dell'economia e dell'ambiente. Effettua inoltre analisi trasversali, elabora scenari futuri e assicura la continuità delle informazioni statistiche.
Sono utilizzati vari metodi di raccolta dei dati: indagini dirette, osservazioni più o meno automatizzate, analisi dei dati amministrativi, rilevazioni totali oppure campioni rappresentativi. L'efficacia di un sistema d'informazione statistica moderno dipende in gran parte dalla metodo impiegato per la rilevazione dei dati. A questo proposito è preferibile, sia per ragioni giuridiche che finanziarie, ricorrere a informazioni già disponibili invece che effettuare indagini dirette onerose anche per gli intervistati.
La diffusione dei risultati statistici avviene sotto varie forme e attraverso i più svariati canali: tabelle o indicatori corredati da commenti, rappresentazioni grafiche e cartine, documenti cartacei o elettronici, elaborazioni standard o analisi personalizzate sulla base delle esigenze degli utenti.

IOV, settembre 2010

Principali rilevazioni effettuate periodicamente dall'UST:
- Censimento federale della popolazione (CFP)
- Censimento delle aziende (CA)
- Conto globale della sicurezza sociale
- Indice dei premi dell'assicurazione malattie (IPAM)
- Indice nazionale dei prezzi al consumo (IPC)
- Rilevazione sulle forze di lavoro in Svizzera (RIFOS)
- Rilevazione svizzera della struttura dei salari (RSS)

### Censimento della popolazione
Il primo censimento federale della popolazione si svolse nel marzo del 1850 sotto la direzione del consigliere federale Stefano Franscini. Oltre a calcolare il numero degli abitanti, furono poste domande su genere, età, stato civile, professione, mestiere e confessione. Fra il 1860 e il 2000 il censimento è stato successivamente effettuato con cadenza decennale, sempre nel mese di dicembre. Fanno eccezione quelli effettuati nel 1888 (usato come base per la revisione dei collegi elettorali) e nel 1941 (spostato di un anno a causa della mobilitazione del maggio del 1940). Nel 2000 la rilevazione è stata effettuata per l'ultima volta con i metodi tradizionali. A partire dal 2010 viene infatti introdotta una modifica radicale: il censimento sarà realizzato e analizzato dall'UST con cadenza annuale e in una nuova forma. Per ridurre l'onere a carico della popolazione, le informazioni saranno estratte principalmente dai registri degli abitanti e completate con rilevazioni campionarie. D'ora in poi, solo una piccola parte della popolazione (il 5% circa) sarà intervistata per iscritto o telefonicamente. Il giorno di riferimento del primo censimento della popolazione svolto con la nuova metodologia è il 31 dicembre 2010.

## Basi giuridiche
La statistica pubblica si fonda sulla Costituzione federale svizzera. In occasione della votazione popolare del 18 aprile 1999, il popolo svizzero ha approvato la revisione totale della carta costituzionale comprendente il nuovo articolo 65 che regola il mandato e le competenze della statistica pubblica:
1 «La Confederazione rileva i dati statistici necessari sullo stato e l'evoluzione della popolazione, dell'economia, della società, della formazione, della ricerca, del territorio e dell'ambiente in Svizzera.
2 Può emanare prescrizioni sull'armonizzazione e la gestione di registri ufficiali per contenere quanto possibile l'onere dei rilevamenti.»
Le basi giuridiche della statistica pubblica svizzera sono disciplinate in varie leggi, in primo luogo nella legge del 9 ottobre 1992. La legge sulla statistica federale è una legge quadro che precisa i compiti e l'organizzazione della statistica federale nonché le basi per la raccolta dei dati, le pubblicazioni e i servizi. In particolare, essa riafferma i principi della protezione dei dati. Importanti novità introdotte dalla legge del 1992 sono la funzione di coordinamento dell'UST, quale ufficio statistico centrale della Confederazione, l'elaborazione di un programma statistico pluriennale volto a pianificare la statistica svizzera, e l'istituzione della Commissione della statistica federale, quale organo consultivo del Consiglio federale (composta da rappresentanti della scienza, dell'economia privata, delle parti sociali e di unità amministrative federali, cantonali e comunali).

## Offerta informativa

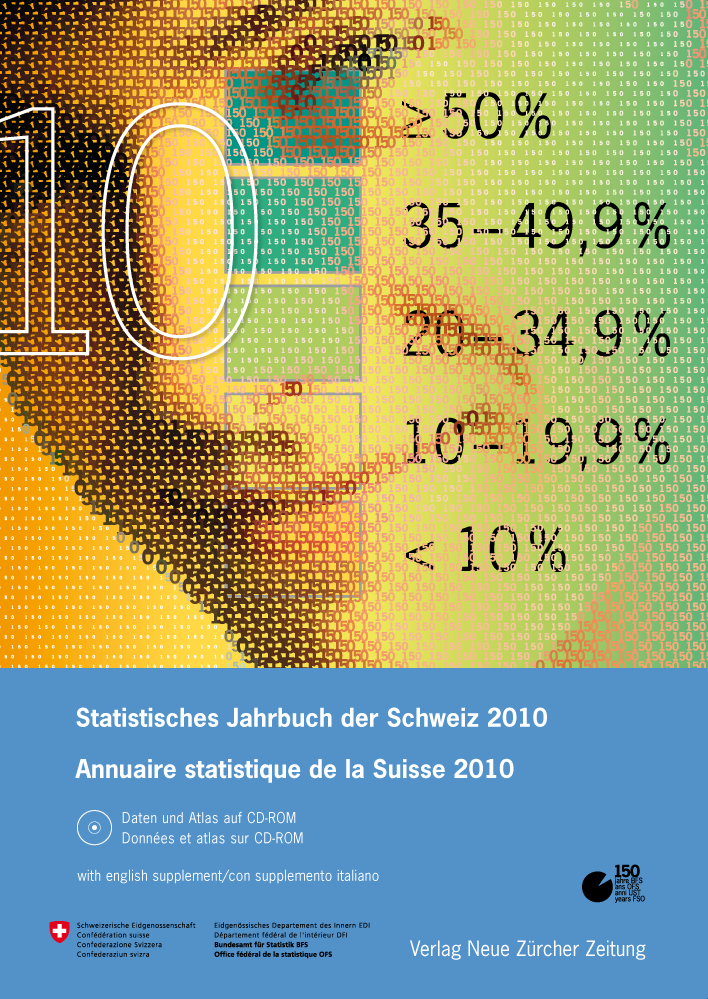
Annuario statistico 2010

L'offerta informativa dell'Ufficio federale di statistica (UST) comprende:
- il portale statistico su Internet
- numerose pubblicazioni
- rappresentazioni e analisi tramite un sistema d'informazione geografica (SIG)
- cartografia tematica
- un servizio informazioni telefonico e un servizio fax su richiesta 24 ore su 24 (indice nazionale dei prezzi al consumo)
- un centro informativo accessibile al pubblico (Espace public), a Neuchâtel, con una biblioteca e informazioni elettroniche
- un'offerta specializzata per l'insegnamento scolastico con grafici e sussidi didattici (Forum Scuola)

Il portale statistico (http://www.statistica.admin.ch/) permette di pubblicare rapidamente le informazioni più importanti. Ogni giorno sono caricati nuovi dati. È possibile mantenersi sempre aggiornati sulle attività e sui risultati statistici abbonandosi al servizio RSS.
Per quanto riguarda le pubblicazioni, l'Annuario statistico della Svizzera, edito dall'Ufficio federale di statistica (UST) fin dal 1891, è la principale opera di riferimento della statistica nazionale. Riporta i più importanti risultati statistici in materia di popolazione, società, Stato, economia e ambiente. Oltre all'annuario, l'UST pubblica a cadenza mensile, trimestrale, semestrale o annuale molte altre pubblicazioni a stampa. L'Enciclopedia statistica della Svizzera permette invece di scaricare via Internet tabelle, grafici, cartine, testi e intere pubblicazioni relativi a tutti i settori tematici della statistica. Per determinati argomenti e gruppi di utenti sono disponibili, in alcuni casi a pagamento, offerte informative in forma di applicazioni e banche dati.
Dal punto di vista dei contenuti, l'offerta informativa della statistica federale è suddivisa in 22 settori tematici:
- Basi statistiche e panoramica[5]
- Popolazione[6]
- Territorio e ambiente[7]
- Lavoro e reddito[8]
- Economia[9]
- Prezzi[10]
- Industria, servizi[11]
- Agricoltura, selvicoltura[12]
- Energia (francese & tedesco)[13]
- Costruzioni e abitazioni (francese & tedesco)[14]
- Turismo (francese & tedesco)[15]
- Mobilità e trasporti[16]
- Banche e assicurazioni (francese & tedesco)[17]
- Sicurezza sociale[18]
- Salute (francese & tedesco)[19]
- Formazione e scienza[20]
- Cultura, media, società dell'informazione, sport (francese & tedesco)[21]
- Politica[22]
- Finanze pubbliche (francese & tedesco)[23]
- Criminalità, diritto penale[24]
- Situazione economica e sociale della popolazione[25]
- Sviluppo sostenibile[26]

## Fonti e note
- UST (edit.): Statistica – lingua universale, Statistica svizzera - L'Ufficio federale di statistica a Neuchâtel, Neuchâtel 2009, ISBN 978-3-303-00421-0 (PDF), su bfs.admin.ch. URL consultato il 5 maggio 2019 (archiviato dall'url originale il 25 marzo 2016).

1. ↑  Carta della statistica pubblica svizzera Archiviato il 15 maggio 2015 in Internet Archive.
2. ↑   Costituzione federale della Confederazione Svizzera, Art. 65 Statistica, RS 101, su admin.ch. URL consultato il 5 maggio 2019 (archiviato dall'url originale il 23 settembre 2012).
3. ↑  Legge del 9 ottobre 1992 sulla statistica federale (LStat), RS 431.01
4. ↑   UST - temi, su bfs.admin.ch. URL consultato il 18 maggio 2011 (archiviato dall'url originale il 15 maggio 2011).
5. ↑  UST – tema 00 Basi statistiche e panoramica Archiviato il 14 maggio 2011 in Internet Archive.
6. ↑   UST – tema 1 Popolazione, su bfs.admin.ch. URL consultato il 18 maggio 2011 (archiviato dall'url originale il 14 novembre 2012).
7. ↑   UST – tema 2 Territorio e ambiente, su bfs.admin.ch. URL consultato il 18 maggio 2011 (archiviato dall'url originale il 14 maggio 2011).
8. ↑   UST – tema 3 Lavoro e reddito, su bfs.admin.ch. URL consultato il 18 maggio 2011 (archiviato dall'url originale il 14 maggio 2011).
9. ↑  UST – tema 4 Economia Archiviato il 14 maggio 2011 in Internet Archive.
10. ↑   UST – tema 5 Prezzi, su bfs.admin.ch. URL consultato il 18 maggio 2011 (archiviato dall'url originale il 14 maggio 2011).
11. ↑   UST – tema 6 Industria, servizi, su bfs.admin.ch. URL consultato il 18 maggio 2011 (archiviato dall'url originale il 15 maggio 2011).
12. ↑   UST – tema 7 Agricoltura, selvicoltura, su bfs.admin.ch. URL consultato il 18 maggio 2011 (archiviato dall'url originale il 14 maggio 2011).
13. ↑  UST – tema 8 Energia (francese) Archiviato il 31 maggio 2011 in Internet Archive.
14. ↑  UST – tema 9 Costruzioni e abitazioni (francese) Archiviato il 6 maggio 2011 in Internet Archive.
15. ↑  UST – tema 10 Turismo (francese) Archiviato il 31 maggio 2011 in Internet Archive.
16. ↑   UST – tema 11 Mobilità e trasporti, su bfs.admin.ch. URL consultato il 18 maggio 2011 (archiviato dall'url originale il 14 maggio 2011).
17. ↑  UST – tema 12 Banche e assicurazioni (francese) Archiviato il 3 settembre 2011 in Internet Archive.
18. ↑   UST – tema 13 Sicurezza sociale, su bfs.admin.ch. URL consultato il 18 maggio 2011 (archiviato dall'url originale il 14 maggio 2011).
19. ↑  UST – tema 14 Salute (francese) Archiviato il 7 maggio 2011 in Internet Archive.
20. ↑   UST – tema 15 Formazione e scienza, su bfs.admin.ch. URL consultato il 18 maggio 2011 (archiviato dall'url originale il 14 maggio 2011).
21. ↑  UST – tema 16 Cultura, media, società dell'informazione, sport (francese) Archiviato il 15 maggio 2011 in Internet Archive.
22. ↑   UST – tema 17 Politica, su bfs.admin.ch. URL consultato il 18 maggio 2011 (archiviato dall'url originale il 14 maggio 2011).
23. ↑  UST – tema 18 Finanze pubbliche (francese) Archiviato il 4 settembre 2011 in Internet Archive.
24. ↑   UST – tema 19 Criminalità, diritto penale, su bfs.admin.ch. URL consultato il 18 maggio 2011 (archiviato dall'url originale il 14 maggio 2011).
25. ↑   UST – tema 20 Situazione economica e sociale della popolazione, su bfs.admin.ch. URL consultato il 18 maggio 2011 (archiviato dall'url originale il 14 maggio 2011).
26. ↑   UST – tema 21 Sviluppo sostenibile, su bfs.admin.ch. URL consultato il 18 maggio 2011 (archiviato dall'url originale il 14 maggio 2011).